# Lukas Podolski
Lukas Podolski, geboren als Łukasz Podolski (Gliwice, 4 juni 1985) en in Polen geboren Duits profvoetballer die doorgaans in de aanval speelt. Hij verruilde Antalyaspor in juli 2021 voor Górnik Zabrze. Podolski was van 2004 tot en met 2017 international in het Duits voetbalelftal, waarvoor hij 130 interlands speelde en 49 keer scoorde. Hij werd in 2014 wereldkampioen met Duitsland.

## Clubcarrière
Podolski werd geboren in de wijk Sośnica (Sossnitza) in de industriestad Gleiwitz (Gliwice), in de streek Opper-Silezië, deel van de toenmalige Volksrepubliek Polen. Hij komt uit een gemengde Duits-Slavische familie die voorheen uit met name rijksburgers van Duitsland bestond, totdat Polen na het einde van de Tweede Wereldoorlog Silezië annexeerde. De familie Podolski werd echter niet verdreven naar het westen. Ditzelfde geldt voor de etnische achtergrond van de Duitse topvoetballer Miroslav Klose. Op tweejarige leeftijd emigreerde Podolski met zijn ouders in 1987 naar West-Duitsland als Aussiedler, etnische Duitsers die een West-Duitse pas konden verkrijgen.
Podolski veroverde onder coach Huub Stevens als jeugdspeler een basisplaats in het eerste elftal van 1. FC Köln dat toentertijd in de 2. Bundesliga uitkwam. Podolski werd dat seizoen topscorer en promoveerde met zijn club naar de Bundesliga. Vanaf het seizoen 2006/07 kwam hij uit voor Bayern München, maar voldeed daar niet aan de verwachtingen. In de zomer van 2009 keerde Podolski daarop terug bij 1. FC Köln, waar hij een verbintenis tekende tot medio 2013. Op de eerste training van het nieuwe seizoen kwamen er 20.000 fans naar het stadion.
Na opnieuw drie seizoenen bij FC Köln haalde Arsenal Podolski naar de Premier League. Opnieuw liep zijn dienstverband bij een titelkandidaat niet uit op wat beide partijen ervan hoopten. Na negentien doelpunten in tweeënhalf seizoen verhuurde Arsenal hem aan Internazionale om hem in juli 2015 definitief van de hand te doen.
Podolski tekende in juli 2015 een contract tot medio 2018 bij Galatasaray SK, de kampioen van Turkije in het voorgaande seizoen. Dat betaalde €2.500.000,- voor hem. In zijn verbintenis werd een optie voor nog een seizoen opgenomen. Hij ging er per seizoen drie miljoen euro en per wedstrijd 20.000 euro verdienen. Podolski maakte op 8 augustus 2015 zijn debuut voor Galatasaray, tijdens de met 1–0 gewonnen wedstrijd om de Turkse supercup 2015 tegen Bursaspor. Zijn eerste doelpunt voor de club volgde zeven dagen later, in de eerste competitieronde van het seizoen 2015/16 in Turkije. Podolski maakte die dag het laatste doelpunt tijdens een 2–2 gelijkspel uit bij Sivasspor.
Podolski maakte in maart 2017 bekend dat hij na afloop van het seizoen 2016/17 zou overstappen naar Vissel Kobe. Op 8 december 2019 scoorde Podolski een hattrick tijdens de met 4-1 gewonnen wedstrijd tegen Júbilo Iwata. Dit was de eerste hattrick ooit gemaakt in de J1 League. Op 1 januari 2020 won Podolski met Vissel Kobe de Beker van de keizer na de met 2-0 gewonnen finale tegen Kashima Antlers. Dit was de eerste grote trofee in de club's geschiedenis.
In januari 2020 tekende hij een anderhalf jaar durend contract bij Antalyaspor.
Op 6 juli 2021 maakte Podolski de overstap naar Górnik Zabrze in Polen. Hier heeft hij een eenjarig contract getekend met de optie voor nog een jaar. Met het tekenen van een contract bij Górnik Zabrze kwam een langgekoesterde droom van Podolski uit, die er nooit een geheim van heeft gemaakt dat hij graag zijn carrière zou afsluiten bij de Poolse club. Op 15 september 2023 scoorde Podolski het enige doelpunt in de derby tegen Ruch Chorzów, de belangrijkste wedstrijd van het seizoen voor Górnik Zabrze.

## Clubstatistieken
| Seizoen     | Club             | Competitie     | Competitie | Competitie | Competitie | Beker | Beker | Beker | Internationaal | Internationaal | Internationaal | Totaal | Totaal | Totaal |
| Seizoen     | Club             | Competitie     | Wed.       | Dlp.       | Ass.       | Wed.  | Dlp.  | Ass.  | Wed.           | Dlp.           | Ass.           | Wed.   | Dlp.   | Ass.   |
| ----------- | ---------------- | -------------- | ---------- | ---------- | ---------- | ----- | ----- | ----- | -------------- | -------------- | -------------- | ------ | ------ | ------ |
| 2003/04     | 1. FC Köln       | Bundesliga     | 19         | 10         | 0          | 1     | 0     | 1     | —              | —              | —              | 20     | 10     | 1      |
| 2004/05     | 1. FC Köln       | 2. Bundesliga  | 30         | 24         | 9          | 2     | 5     | 0     | —              | —              | —              | 32     | 29     | 9      |
| 2005/06     | 1. FC Köln       | Bundesliga     | 32         | 12         | 7          | 1     | 0     | 0     | —              | —              | —              | 33     | 12     | 7      |
| Club Totaal | Club Totaal      | Club Totaal    | 81         | 46         | 16         | 4     | 5     | 1     | 0              | 0              | 0              | 85     | 51     | 17     |
| 2006/07     | Bayern München   | Bundesliga     | 22         | 4          | 3          | 5     | 2     | 0     | 7              | 1              | 1              | 34     | 7      | 4      |
| 2007/08     | Bayern München   | Bundesliga     | 25         | 5          | 2          | 4     | 0     | 4     | 12             | 5              | 2              | 41     | 10     | 8      |
| 2008/09     | Bayern München   | Bundesliga     | 24         | 6          | 7          | 3     | 1     | 0     | 4              | 2              | 1              | 31     | 9      | 8      |
| Club Totaal | Club Totaal      | Club Totaal    | 71         | 15         | 12         | 12    | 3     | 4     | 23             | 8              | 4              | 106    | 26     | 20     |
| 2009/10     | 1. FC Köln       | Bundesliga     | 27         | 2          | 4          | 4     | 1     | 2     | —              | —              | —              | 31     | 3      | 6      |
| 2010/11     | 1. FC Köln       | Bundesliga     | 32         | 13         | 7          | 2     | 1     | 2     | —              | —              | —              | 34     | 14     | 9      |
| 2011/12     | 1. FC Köln       | Bundesliga     | 29         | 18         | 8          | 2     | 0     | 2     | —              | —              | —              | 31     | 18     | 10     |
| Club Totaal | Club Totaal      | Club Totaal    | 169        | 79         | 35         | 12    | 7     | 7     | 0              | 0              | 0              | 181    | 86     | 42     |
| 2012/13     | Arsenal          | Premier League | 33         | 11         | 10         | 3     | 1     | 1     | 6              | 4              | 1              | 42     | 16     | 12     |
| 2013/14     | Arsenal          | Premier League | 20         | 8          | 4          | 4     | 3     | 0     | 3              | 1              | 1              | 27     | 12     | 5      |
| 2014/15     | Arsenal          | Premier League | 7          | 0          | 0          | 1     | 0     | 0     | 5              | 3              | 0              | 13     | 3      | 0      |
| Club Totaal | Club Totaal      | Club Totaal    | 60         | 19         | 14         | 8     | 4     | 1     | 14             | 8              | 2              | 82     | 31     | 17     |
| 2014/15     | → Internazionale | Serie A        | 17         | 1          | 3          | 1     | 0     | 1     | —              | —              | —              | 18     | 1      | 4      |
| Club Totaal | Club Totaal      | Club Totaal    | 17         | 1          | 3          | 1     | 0     | 1     | 0              | 0              | 0              | 18     | 1      | 4      |
| 2015/16     | Galatasaray      | Süper Lig      | 30         | 13         | 9          | 5     | 2     | 1     | 8              | 2              | 0              | 43     | 17     | 10     |
| 2016/17     | Galatasaray      | Süper Lig      | 26         | 7          | 5          | 6     | 10    | 3     | —              | —              | —              | 32     | 17     | 8      |
| Club Totaal | Club Totaal      | Club Totaal    | 56         | 20         | 14         | 11    | 12    | 4     | 8              | 2              | 0              | 75     | 34     | 18     |
| 2017        | Vissel Kobe      | J1 League      | 15         | 5          | 1          | 3     | 0     | 1     | —              | —              | —              | 18     | 5      | 2      |
| 2018        | Vissel Kobe      | J1 League      | 24         | 5          | 6          | 2     | 2     | 0     | —              | —              | —              | 26     | 7      | 6      |
| 2019        | Vissel Kobe      | J1 League      | 13         | 5          | 4          | 3     | 0     | 0     | —              | —              | —              | 16     | 5      | 4      |
| Club Totaal | Club Totaal      | Club Totaal    | 52         | 15         | 11         | 8     | 2     | 1     | 0              | 0              | 0              | 60     | 17     | 12     |
| 2019/20     | Antalyaspor      | Süper Lig      | 9          | 2          | 3          | 2     | 0     | 0     | —              | —              | —              | 11     | 2      | 3      |
| 2020/21     | Antalyaspor      | Süper Lig      | 31         | 4          | 2          | 5     | 1     | 0     | —              | —              | —              | 39     | 5      | 2      |
| Club Totaal | Club Totaal      | Club Totaal    | 40         | 6          | 5          | 7     | 1     | 0     | 0              | 0              | 0              | 47     | 7      | 5      |
| 2021/22     | Górnik Zabrze    | Ekstraklasa    | 27         | 9          | 4          | 3     | 0     | 0     | —              | —              | —              | 30     | 9      | 4      |
| 2022/23     | Górnik Zabrze    | Ekstraklasa    | 29         | 6          | 10         | 3     | 2     | 0     | —              | —              | —              | 32     | 8      | 10     |
| 2023/24     | Górnik Zabrze    | Ekstraklasa    | 25         | 3          | 4          | 2     | 0     | 1     | —              | —              | —              | 27     | 3      | 5      |
| 2024/25     | Górnik Zabrze    | Ekstraklasa    | 16         | 3          | 1          | 1     | 0     | 0     | —              | —              | —              | 17     | 3      | 1      |
| Club Totaal | Club Totaal      | Club Totaal    | 97         | 21         | 19         | 9     | 2     | 1     | 0              | 0              | 0              | 106    | 23     | 20     |
| TOTAAL      | TOTAAL           | TOTAAL         | 562        | 176        | 113        | 68    | 31    | 19    | 45             | 18             | 6              | 675    | 225    | 138    |

Bijgewerkt tot en met 9 mei 2022.

## Interlandcarrière
Podolski werd in 2004 als speler uit de 2. Bundesliga door de bondscoach van het Duits voetbalelftal Rudi Völler opgenomen in de selectie voor het EK 2004, waarop hij overigens geen vaste keus was. Daarmee was hij de jongste debutant in het Duitse elftal ooit. Hij kreeg tijdens het toernooi 45 minuten speeltijd, in de met 1–2 verloren derde groepswedstrijd tegen Tsjechië.
Podolski werd gekozen tot het grootste talent van het WK 2006. De aanvaller van Die Mannschaft troefde daarmee Cesc Fàbregas, Lionel Messi, Cristiano Ronaldo, Luis Valencia en Tranquillo Barnetta af. De Duitser volgde daarmee de Amerikaan Landon Donovan op, die de titel vier jaar eerder in Japan en Zuid-Korea mee naar huis mocht nemen. De jonge spits gold voor het WK als een van de grootste talenten van het Duitse elftal en maakte die verwachting tijdens het kampioenschap waar. Met drie doelpunten had hij een groot aandeel in het bereiken van de halve finales.
Podolski maakte ook deel uit van de Duitse ploeg op het EK 2008, het WK 2010, het EK 2012, het WK 2014 en het EK 2016. Zijn ploeggenoten en hij haalden op het EK 2008 de finale, maar verloren daarin van Spanje. Hij won met Duitsland het WK 2014. Hij kwam dat toernooi twee keer in actie, in twee groepswedstrijden.
Podolski speelde op 17 juni 2012 zijn honderdste interland voor Duitsland, waarin hij een doelpunt maakte tijdens een 2–1 overwinning op Denemarken. Podolski stopte in maart 2017 als international. Hij nam afscheid in een oefeninterland tegen Engeland, waarin hij de enige treffer maakte.
| Interlands van Lukas Podolski voor Duitsland | Interlands van Lukas Podolski voor Duitsland | Interlands van Lukas Podolski voor Duitsland | Interlands van Lukas Podolski voor Duitsland | Interlands van Lukas Podolski voor Duitsland | Interlands van Lukas Podolski voor Duitsland |
| №                                            | Datum                                        | Wedstrijd                                    | Uitslag                                      | Competitie                                   | Goals                                        |
| Als speler bij 1. FC Köln                    | Als speler bij 1. FC Köln                    | Als speler bij 1. FC Köln                    | Als speler bij 1. FC Köln                    | Als speler bij 1. FC Köln                    | Als speler bij 1. FC Köln                    |
| -------------------------------------------- | -------------------------------------------- | -------------------------------------------- | -------------------------------------------- | -------------------------------------------- | -------------------------------------------- |
| 1.                                           | 6 juni 2004                                  | Duitsland – Hongarije                        | 0 – 2                                        | Vriendschappelijk                            |                                              |
| 2.                                           | 23 juni 2004                                 | Duitsland – Tsjechië                         | 1 – 2                                        | EK 2004                                      |                                              |
| 3.                                           | 18 augustus 2004                             | Oostenrijk – Duitsland                       | 1 – 3                                        | Vriendschappelijk                            |                                              |
| 4.                                           | 7 september 2004                             | Duitsland – Brazilië                         | 1 – 1                                        | Vriendschappelijk                            |                                              |
| 5.                                           | 9 oktober 2004                               | Iran – Duitsland                             | 0 – 2                                        | Vriendschappelijk                            |                                              |
| 6.                                           | 16 december 2004                             | Japan – Duitsland                            | 0 – 3                                        | Vriendschappelijk                            |                                              |
| 7.                                           | 19 december 2004                             | Zuid-Korea – Duitsland                       | 3 – 1                                        | Vriendschappelijk                            |                                              |
| 8.                                           | 21 december 2004                             | Thailand – Duitsland                         | 1 – 5                                        | Vriendschappelijk                            | 73' 89'                                      |
| 9.                                           | 26 maart 2005                                | Slovenië – Duitsland                         | 0 – 1                                        | Vriendschappelijk                            | 27'                                          |
| 10.                                          | 4 juni 2005                                  | Noord-Ierland – Duitsland                    | 1 – 4                                        | Vriendschappelijk                            | 81'                                          |
| 11.                                          | 8 juni 2005                                  | Duitsland – Rusland                          | 2 – 2                                        | Vriendschappelijk                            |                                              |
| 12.                                          | 15 juni 2005                                 | Duitsland – Australië                        | 4 – 3                                        | FIFA Confederations Cup                      | 88'                                          |
| 13.                                          | 18 juni 2005                                 | Duitsland – Tunesië                          | 3 – 0                                        | FIFA Confederations Cup                      |                                              |
| 14.                                          | 25 juni 2005                                 | Duitsland – Brazilië                         | 2 – 3                                        | FIFA Confederations Cup                      | 22'                                          |
| 15.                                          | 29 juni 2005                                 | Duitsland – Mexico                           | 3 – 3                                        | FIFA Confederations Cup                      | 37'                                          |
| 16.                                          | 3 september 2005                             | Slowakije – Duitsland                        | 2 – 0                                        | Vriendschappelijk                            |                                              |
| 17.                                          | 7 september 2005                             | Duitsland – Zuid-Afrika                      | 4 – 2                                        | Vriendschappelijk                            | 12' 48' 55'                                  |
| 18.                                          | 8 oktober 2005                               | Turkije – Duitsland                          | 2 – 1                                        | Vriendschappelijk                            |                                              |
| 19.                                          | 12 oktober 2005                              | Duitsland – China                            | 1 – 0                                        | Vriendschappelijk                            |                                              |
| 20.                                          | 12 november 2005                             | Frankrijk – Duitsland                        | 0 – 0                                        | Vriendschappelijk                            |                                              |
| 21.                                          | 1 maart 2006                                 | Italië – Duitsland                           | 4 – 1                                        | Vriendschappelijk                            |                                              |
| 22.                                          | 22 maart 2006                                | Duitsland – Verenigde Staten                 | 4 – 1                                        | Vriendschappelijk                            |                                              |
| 23.                                          | 27 mei 2006                                  | Duitsland – Luxemburg                        | 7 – 0                                        | Vriendschappelijk                            | 36' 65' (pen.)                               |
| 24.                                          | 30 mei 2006                                  | Duitsland – Japan                            | 2 – 2                                        | Vriendschappelijk                            |                                              |
| 25.                                          | 2 juni 2006                                  | Duitsland – Colombia                         | 3 – 0                                        | Vriendschappelijk                            |                                              |
| 26.                                          | 9 juni 2006                                  | Duitsland – Costa Rica                       | 4 – 2                                        | WK 2006                                      |                                              |
| 27.                                          | 14 juni 2006                                 | Duitsland – Polen                            | 1 – 0                                        | WK 2006                                      |                                              |
| 28.                                          | 20 juni 2006                                 | Ecuador – Duitsland                          | 0 – 3                                        | WK 2006                                      | 57'                                          |
| 29.                                          | 24 juni 2006                                 | Duitsland – Zweden                           | 2 – 0                                        | WK 2006                                      | 4' 12'                                       |
| 30.                                          | 30 juni 2006                                 | Duitsland – Argentinië                       | 1 – 1                                        | WK 2006                                      |                                              |
| 31.                                          | 4 juli 2006                                  | Duitsland – Italië                           | 0 – 2                                        | WK 2006                                      |                                              |
| 32.                                          | 8 juli 2006                                  | Duitsland – Portugal                         | 3 – 1                                        | WK 2006                                      |                                              |
| Als speler bij Bayern München                |                                              |                                              |                                              |                                              |                                              |
| 33.                                          | 16 augustus 2006                             | Duitsland – Zweden                           | 3 – 0                                        | Vriendschappelijk                            |                                              |
| 34.                                          | 2 september 2006                             | Duitsland – Ierland                          | 1 – 0                                        | Kwalificatie EK 2008                         | 57'                                          |
| 35.                                          | 6 september 2006                             | San Marino – Duitsland                       | 0 – 13                                       | Kwalificatie EK 2008                         | 12' 43' 61' 64'                              |
| 36.                                          | 7 oktober 2006                               | Duitsland – Georgië                          | 2 – 0                                        | Vriendschappelijk                            |                                              |
| 37.                                          | 11 oktober 2006                              | Slowakije – Duitsland                        | 1 – 4                                        | Kwalificatie EK 2008                         | 13' 72'                                      |
| 38.                                          | 24 maart 2007                                | Tsjechië – Duitsland                         | 1 – 2                                        | Kwalificatie EK 2008                         |                                              |
| 39.                                          | 8 september 2007                             | Wales – Duitsland                            | 0 – 2                                        | Kwalificatie EK 2008                         |                                              |
| 40.                                          | 12 september 2007                            | Duitsland – Roemenië                         | 3 – 1                                        | Vriendschappelijk                            | 72'                                          |
| 41.                                          | 13 oktober 2007                              | Ierland – Duitsland                          | 0 – 0                                        | Kwalificatie EK 2008                         |                                              |
| 42.                                          | 17 oktober 2007                              | Duitsland – Tsjechië                         | 0 – 3                                        | Kwalificatie EK 2008                         |                                              |
| 43.                                          | 17 november 2007                             | Duitsland – Cyprus                           | 4 – 0                                        | Kwalificatie EK 2008                         | 53'                                          |
| 44.                                          | 21 november 2007                             | Duitsland – Wales                            | 0 – 0                                        | Kwalificatie EK 2008                         |                                              |
| 45.                                          | 6 februari 2008                              | Oostenrijk – Duitsland                       | 0 – 3                                        | Oefeninterland                               |                                              |
| 46.                                          | 26 maart 2008                                | Zwitserland – Duitsland                      | 0 – 4                                        | Oefeninterland                               | 89'                                          |
| 47.                                          | 27 mei 2008                                  | Duitsland – Wit-Rusland                      | 2 – 2                                        | Oefeninterland                               |                                              |
| 48.                                          | 31 mei 2008                                  | Duitsland – Servië                           | 2 – 1                                        | Oefeninterland                               |                                              |
| 49.                                          | 8 juni 2008                                  | Duitsland – Polen                            | 2 – 0                                        | EK 2008                                      | 20' 72'                                      |
| 50.                                          | 12 juni 2008                                 | Kroatië – Duitsland                          | 2 – 1                                        | EK 2008                                      | 79'                                          |
| 51.                                          | 16 juni 2008                                 | Oostenrijk – Duitsland                       | 0 – 1                                        | EK 2008                                      |                                              |
| 52.                                          | 19 juni 2008                                 | Duitsland – Portugal                         | 3 – 2                                        | EK 2008                                      |                                              |
| 53.                                          | 25 juni 2008                                 | Duitsland – Turkije                          | 3 – 2                                        | EK 2008                                      |                                              |
| 54.                                          | 29 juni 2008                                 | Duitsland – Spanje                           | 0 – 1                                        | EK 2008                                      |                                              |
| 55.                                          | 20 augustus 2008                             | Duitsland – België                           | 2 – 0                                        | Vriendschappelijk                            |                                              |
| 56.                                          | 6 september 2008                             | Liechtenstein – Duitsland                    | 0 – 6                                        | Kwalificatie WK 2010                         | 21' 48'                                      |
| 57.                                          | 10 september 2008                            | Finland – Duitsland                          | 3 – 3                                        | Kwalificatie WK 2010                         |                                              |
| 58.                                          | 11 oktober 2008                              | Duitsland – Rusland                          | 2 – 1                                        | Kwalificatie WK 2010                         | 9'                                           |
| 59.                                          | 15 oktober 2008                              | Duitsland – Wales                            | 1 – 0                                        | Kwalificatie WK 2010                         |                                              |
| 60.                                          | 19 november 2008                             | Duitsland – Engeland                         | 1 – 2                                        | Vriendschappelijk                            |                                              |
| 61.                                          | 28 maart 2009                                | Duitsland – Liechtenstein                    | 4 – 0                                        | Kwalificatie WK 2010                         | 50'                                          |
| 62.                                          | 1 april 2009                                 | Wales – Duitsland                            | 0 – 2                                        | Kwalificatie WK 2010                         |                                              |
| 63.                                          | 29 mei 2009                                  | China – Duitsland                            | 1 – 1                                        | Vriendschappelijk                            | 7'                                           |
| 64.                                          | 2 juni 2009                                  | Verenigde Arabische Emiraten – Duitsland     | 2 – 7                                        | Vriendschappelijk                            |                                              |
| Als speler bij 1. FC Köln                    |                                              |                                              |                                              |                                              |                                              |
| 65.                                          | 5 september 2009                             | Duitsland – Zuid-Afrika                      | 2 – 0                                        | Vriendschappelijk                            |                                              |
| 66.                                          | 9 september 2009                             | Duitsland – Azerbeidzjan                     | 4 – 0                                        | Kwalificatie WK 2010                         | 71'                                          |
| 67.                                          | 10 oktober 2009                              | Rusland – Duitsland                          | 0 – 1                                        | Kwalificatie WK 2010                         |                                              |
| 68.                                          | 14 oktober 2009                              | Duitsland – Finland                          | 1 – 1                                        | Kwalificatie WK 2010                         | 90'                                          |
| 69.                                          | 18 november 2009                             | Duitsland – Ivoorkust                        | 2 – 2                                        | Vriendschappelijk                            | 11' (pen.) 90'                               |
| 70.                                          | 3 maart 2010                                 | Duitsland – Argentinië                       | 0 – 1                                        | Vriendschappelijk                            |                                              |
| 71.                                          | 13 mei 2010                                  | Duitsland – Malta                            | 3 – 0                                        | Vriendschappelijk                            |                                              |
| 72.                                          | 29 mei 2010                                  | Hongarije – Duitsland                        | 0 – 3                                        | Vriendschappelijk                            | 5' (pen.)                                    |
| 73.                                          | 3 juni 2010                                  | Duitsland – Bosnië en Herzegovina            | 3 – 1                                        | Vriendschappelijk                            |                                              |
| 74.                                          | 13 juni 2010                                 | Duitsland – Australië                        | 4 – 0                                        | WK 2010                                      | 8'                                           |
| 75.                                          | 18 juni 2010                                 | Duitsland – Servië                           | 0 – 1                                        | WK 2010                                      |                                              |
| 76.                                          | 23 juni 2010                                 | Ghana – Duitsland                            | 0 – 1                                        | WK 2010                                      |                                              |
| 77.                                          | 27 juni 2010                                 | Duitsland – Engeland                         | 4 – 1                                        | WK 2010                                      | 32'                                          |
| 78.                                          | 3 juli 2010                                  | Argentinië – Duitsland                       | 0 – 4                                        | WK 2010                                      |                                              |
| 79.                                          | 7 juli 2010                                  | Duitsland – Spanje                           | 0 – 1                                        | WK 2010                                      |                                              |
| 80.                                          | 3 september 2010                             | België – Duitsland                           | 0 – 1                                        | Kwalificatie EK 2012                         |                                              |
| 81.                                          | 7 september 2010                             | Duitsland – Azerbeidzjan                     | 6 – 1                                        | Kwalificatie EK 2012                         | 45+1'                                        |
| 82.                                          | 8 oktober 2010                               | Duitsland – Turkije                          | 3 – 0                                        | Kwalificatie EK 2012                         |                                              |
| 83.                                          | 12 oktober 2010                              | Kazachstan – Duitsland                       | 0 – 3                                        | Kwalificatie EK 2012                         | 85'                                          |
| 84.                                          | 9 februari 2011                              | Duitsland – Italië                           | 1 – 1                                        | Vriendschappelijk                            |                                              |
| 85.                                          | 26 maart 2011                                | Duitsland – Kazachstan                       | 4 – 0                                        | Kwalificatie EK 2012                         |                                              |
| 86.                                          | 29 maart 2011                                | Duitsland – Australië                        | 1 – 2                                        | Vriendschappelijk                            |                                              |
| 87.                                          | 29 mei 2011                                  | Duitsland – Uruguay                          | 2 – 1                                        | Vriendschappelijk                            |                                              |
| 88.                                          | 3 juni 2011                                  | Oostenrijk – Duitsland                       | 1 – 2                                        | Kwalificatie EK 2012                         |                                              |
| 89.                                          | 7 juni 2011                                  | Azerbeidzjan – Duitsland                     | 1 – 3                                        | Kwalificatie EK 2012                         |                                              |
| 90.                                          | 10 augustus 2011                             | Duitsland – Brazilië                         | 3 – 2                                        | Vriendschappelijk                            |                                              |
| 91.                                          | 2 september 2011                             | Duitsland – Oostenrijk                       | 6 – 2                                        | Kwalificatie EK 2012                         | 28'                                          |
| 92.                                          | 6 september 2011                             | Polen – Duitsland                            | 2 – 2                                        | Vriendschappelijk                            |                                              |
| 93.                                          | 7 oktober 2011                               | Turkije – Duitsland                          | 1 – 3                                        | Kwalificatie EK 2012                         |                                              |
| 94.                                          | 11 november 2011                             | Oekraïne – Duitsland                         | 3 – 3                                        | Vriendschappelijk                            |                                              |
| 95.                                          | 15 november 2011                             | Duitsland – Nederland                        | 3 – 0                                        | Vriendschappelijk                            |                                              |
| 96.                                          | 26 mei 2012                                  | Zwitserland – Duitsland                      | 5 – 3                                        | Vriendschappelijk                            |                                              |
| 97.                                          | 31 mei 2012                                  | Duitsland – Israël                           | 2 – 0                                        | Vriendschappelijk                            |                                              |
| 98.                                          | 9 juni 2012                                  | Duitsland – Portugal                         | 1 – 0                                        | EK 2012                                      |                                              |
| 99.                                          | 13 juni 2012                                 | Nederland – Duitsland                        | 1 – 2                                        | EK 2012                                      |                                              |
| 100.                                         | 17 juni 2012                                 | Denemarken – Duitsland                       | 1 – 2                                        | EK 2012                                      | 19'                                          |
| 101.                                         | 28 juni 2012                                 | Duitsland – Italië                           | 1 – 2                                        | EK 2012                                      |                                              |
| Als speler bij Arsenal                       |                                              |                                              |                                              |                                              |                                              |
| 102.                                         | 7 september 2012                             | Duitsland – Faeröer                          | 3 – 0                                        | Kwalificatie WK 2014                         |                                              |
| 103.                                         | 11 september 2012                            | Oostenrijk – Duitsland                       | 1 – 2                                        | Kwalificatie WK 2014                         |                                              |
| 104.                                         | 12 oktober 2012                              | Ierland – Duitsland                          | 1 – 6                                        | Kwalificatie WK 2014                         |                                              |
| 105.                                         | 16 oktober 2012                              | Duitsland – Zweden                           | 4 – 4                                        | Kwalificatie WK 2014                         |                                              |
| 106.                                         | 14 november 2012                             | Nederland – Duitsland                        | 0 – 0                                        | Vriendschappelijk                            |                                              |
| 107.                                         | 6 februari 2013                              | Frankrijk – Duitsland                        | 1 – 2                                        | Vriendschappelijk                            |                                              |
| 108.                                         | 22 maart 2013                                | Kazachstan – Duitsland                       | 0 – 3                                        | Kwalificatie WK 2014                         |                                              |
| 109.                                         | 29 mei 2013                                  | Ecuador – Duitsland                          | 2 – 4                                        | Vriendschappelijk                            | 1' 17'                                       |
| 110.                                         | 2 juni 2013                                  | Verenigde Staten – Duitsland                 | 4 – 3                                        | Vriendschappelijk                            |                                              |
| 111.                                         | 14 augustus 2013                             | Duitsland – Paraguay                         | 3 – 3                                        | Vriendschappelijk                            |                                              |
| 112.                                         | 5 maart 2014                                 | Duitsland – Chili                            | 1 – 0                                        | Vriendschappelijk                            |                                              |
| 113.                                         | 1 juni 2014                                  | Duitsland – Kameroen                         | 2 – 2                                        | Vriendschappelijk                            |                                              |
| 114.                                         | 6 juni 2014                                  | Duitsland – Armenië                          | 6 – 1                                        | Vriendschappelijk                            | 72'                                          |
| 115.                                         | 16 juni 2014                                 | Duitsland – Portugal                         | 4 – 0                                        | WK 2014                                      |                                              |
| 116.                                         | 26 juni 2014                                 | Verenigde Staten – Duitsland                 | 0 – 1                                        | WK 2014                                      |                                              |
| 117.                                         | 3 september 2014                             | Duitsland – Argentinië                       | 2 – 4                                        | Vriendschappelijk                            |                                              |
| 118.                                         | 7 september 2014                             | Duitsland – Schotland                        | 2 – 1                                        | Kwalificatie EK 2016                         |                                              |
| 119.                                         | 11 oktober 2014                              | Polen – Duitsland                            | 2 – 0                                        | Kwalificatie EK 2016                         |                                              |
| 120.                                         | 14 oktober 2014                              | Duitsland – Ierland                          | 1 – 1                                        | Kwalificatie EK 2016                         |                                              |
| 121.                                         | 14 november 2014                             | Duitsland – Gibraltar                        | 4 – 0                                        | Kwalificatie EK 2016                         |                                              |
| Als speler bij Internazionale                |                                              |                                              |                                              |                                              |                                              |
| 122.                                         | 25 maart 2015                                | Duitsland – Australië                        | 2 – 2                                        | Vriendschappelijk                            | 81'                                          |
| 123.                                         | 29 maart 2015                                | Georgië – Duitsland                          | 0 – 2                                        | Kwalificatie EK 2016                         |                                              |
| 124.                                         | 10 juni 2015                                 | Duitsland – Verenigde Staten                 | 1 – 2                                        | Vriendschappelijk                            |                                              |
| 125.                                         | 13 juni 2015                                 | Gibraltar – Duitsland                        | 0 – 7                                        | Kwalificatie EK 2016                         |                                              |
| Als speler bij Galatasaray                   |                                              |                                              |                                              |                                              |                                              |
| 126.                                         | 4 september 2015                             | Duitsland – Portugal                         | 3 – 1                                        | Kwalificatie EK 2016                         |                                              |
| 127.                                         | 26 maart 2016                                | Duitsland – Engeland                         | 2 – 3                                        | Vriendschappelijk                            |                                              |
| 128.                                         | 4 juni 2016                                  | Duitsland – Hongarije                        | 2 – 0                                        | Vriendschappelijk                            |                                              |
| 129.                                         | 26 juni 2016                                 | Duitsland – Slowakije                        | 3 – 0                                        | EK 2016                                      |                                              |
| 130.                                         | 22 maart 2017                                | Duitsland – Engeland                         | 1 – 0                                        | Vriendschappelijk                            | 69'                                          |

## Erelijst
| Competitie                  | Aantal  | Jaren      |         |         |
| FC Köln                     | FC Köln | FC Köln    | FC Köln | FC Köln |
| --------------------------- | ------- | ---------- | ------- | ------- |
| 2. Bundesliga               | 1x      | 2004/05    |         |         |
| Bayern München              |         |            |         |         |
| Bundesliga                  | 1x      | 2007/08    |         |         |
| DFB-Pokal                   | 1x      | 2007/08    |         |         |
| Arsenal                     |         |            |         |         |
| FA Cup                      | 1x      | 2013/14    |         |         |
| Galatasaray                 |         |            |         |         |
| Türkiye Kupası              | 1x      | 2015/16    |         |         |
| Süper Kupa                  | 2x      | 2015, 2016 |         |         |
| Vissel Kobe                 |         |            |         |         |
| Emperor's Cup               | 1x      | 2019       |         |         |
| Duitsland                   |         |            |         |         |
| Wereldkampioenschap voetbal | 1x      | 2014       |         |         |

## Trivia
- Podolski staat op de cover van de Duitse variant van het spel FIFA 07.
- Podolski scoorde op het EK 2008 tweemaal tegen Polen. Vanwege deze goals wilde de Poolse politicus Mirosław Orzechowski als wraak zijn Pools paspoort afnemen. Podolski heeft echter geen Pools paspoort.[12]
- Podolski heeft ooit in een talkshow verteld dat hij al sinds zijn twaalfde postzegels spaart.
- Podolski en Miroslav Klose veroorzaakten tijdens het EK 2008 onder nationalistische Polen ophef, vanwege hun successen voor het Duitse nationale elftal.
- Podolski heeft het snelste interlanddoelpunt ooit gemaakt – hij scoorde al na zes seconden tegen Ecuador.
- Podolski is al jaren fan van Kölner Haie, de ijshockeyclub uit ‘zijn’ Keulen. Hij ondersteunde in 2020 de actie #immerwigger die georganiseerd werd om de club financieel te ondersteunen tijdens de coronacrisis. Podolski ging een weddenschap aan met de fans; wanneer de kaap van 100.000 verkochte steunkaarten gerond zou worden, zou hij speler van de club worden. De 100.000 werd gehaald, de precieze invulling van Podolski op het ijs zal na de coronacrisis in overleg met de club georganiseerd worden.